# Monedele euro slovace
Euro (simbol EUR sau €) este moneda comună pentru majoritatea țărilor europene, care fac parte din Uniunea Europeană. Moneda Euro are două fețe diferite, una comună (fața "europeană", arătând valoarea monedei) și una națională ce conține un desen ales de către statul membru UE în care este emisă moneda. Fiecare stat are unul sau mai multe desene proprii. 
Pentru imagini cu fața comună și descrieri detaliate ale monedelor, vezi Monede euro.
Monedele Euro slovace au pe fața lor națională trei desene diferite pentru fiecare din cele trei serii de valori. Toate desenele includ cele 12 stele ale UE, anul emisiunii și textul "SLOVENSKO" (denumirea țării în limba slovacă).
| 0,01 €                                                                                                  | 0,02 € | 0,05 €                  |
| --- | ------ | ----------------------- |
| |        |                         |
| Vârful Kriváň (Munții Tatra), simbol al suveranității națiunii slovace, și stema națională a Slovaciei  |        |                         |
| 0,10 €                                                                                                  | 0,20 € | 0,50 €                  |
| |        |                         |
| Castelul Bratislava și stema națională a Slovaciei                                                      |        |                         |
| 1,00 €                                                                                                  | 2,00 € | Marginea monedei de 2 € |
| |        |                         |
| O cruce dublă, la baza căreia se află trei culmi, desen similar celui de pe stema națională a Slovaciei |        |                         |